# Rio Matasnillo
O Rio Matasnillo (também escrito Mataznillo )  é um rio no Panamá, atravessando para o sul das colinas ao norte da Cidade do Panamá através do centro da cidade antes de entrar na Baía do Panamá e no Oceano Pacífico.

## Geografia
O rio tem 12.5 km (7.8 mi) comprimento, drenando 583 km2 (225 sq mi) e caindo 200 m (660 ft) na elevação entre a fonte e a boca. O curso do rio atravessa áreas fortemente urbanizadas da Cidade do Panamá, sujeitando-a à poluição industrial e residencial. O nível de contaminação da água foi classificado como “crítico”, tornando-a imprópria para consumo ou recreação.
O rio deságua na Baía do Panamá na junção dos bairros de Marbella e também Punta Paitilla.